# Borová (district de Náchod)
Pour les articles homonymes, voir Borová.
Borová (en allemand : Borowa) est une commune du district de Náchod, dans la région de Hradec Králové, en Tchéquie.Sa population s'élevait à 200 habitants en 2022.

## Géographie
Borová se trouve près de la frontière polonaise, à 7 km au sud-est de Náchod, à 37 km au nord-est de Hradec Králové et à 134 km à l'est-nord-est de Prague.
La commune est limitée par la Pologne au nord-est et à l'est, par Nový Hrádek au sud et au sud-ouest, et par Česká Čermná au nord-ouest.

## Histoire
La première mention écrite de la localité date de 1445.

## Transports
Par la route, Borová se trouve à 12 km de Náchod, à 46 km de Hradec Králové et à 170 km de Prague. 